# Chaperiopsis funda
Chaperiopsis funda är en mossdjursart som beskrevs av Uttley och Bullivant 1972. Chaperiopsis funda ingår i släktet Chaperiopsis och familjen Chaperiidae. Inga underarter finns listade i Catalogue of Life.